# Aldís Ásta Heimisdóttir
Aldís Ásta Heimisdóttir, född 14 april 1999 i Akureyri på Island, är en isländsk handbollsspelare som spelar som mittnia i Skara HF.

## Karriär
Heimisdóttir började tidigt att spela handboll i moderklubben KA/Thor. Tillsammans med klubben blev hon Isländska mästare 2021. Hon värvades av Skara HF inför säsongen 2022–23. 2025 blev Skara HF svenska mästare, då de slog IK Sävehof med 3-1 i matcher.
Heimisdóttir gjorde sin debut för det isländska landslaget mot Serbien den 10 oktober 2021, efter att ha blivit blixtinkallad till den isländska truppen som ersättare för Lovísa Thompson. Hon var en del av den utökade isländska truppen till VM 2023 och EM 2024, men spelade inte i någon av turneringarna.

## Meriter
- Isländska mästare med KA/Thor (2021)
- SM-guld med Skara HF (2025)